# The Genius：黑色石榴石第九回合
《The Genius：黑色石榴石》（韓語：더 지니어스: 블랙 가넷），是韓國TVN電視台的心理戰遊戲綜藝節目《The Genius》系列第三季，逢周三晚間11點30分（韓國時間）播出，邀請13位各界精英參賽，透過遊戲進行玩家間的心理攻防戰，每集淘汰一名參賽者。遊戲最初每位玩家都有一個寶石籌碼，每個寶石籌碼價值100萬韓圜，玩家通過遊戲賺取寶石籌碼，最終勝利時可以兌換相應金額的獎金。
《The Genius：黑色石榴石》（韓語：더 지니어스: 블랙 가넷）第九回合於2014年11月26日首播。該回合的主要競賽 (Main Match)是《中間競賽》（韓語：중간 달리기），死亡競賽 (Death Match)是《記憶迷宮》（韓語：기억의 미로）。
本回合優勝者為： 

張東民，崔連勝

本回合最終淘汰者為：

金宥賢

## 主要競賽：中間競賽

### 遊戲規則
1. 遊戲賽道一共有三十格。第五和六名通過終點的玩家或嘉賓將由獲勝者將成為獲勝者以及獲得5個石榴石，其他玩家則成為共同末位，淘汰候選人將由獲勝者選出。
2. 如果玩家的拍擋成為第五或六名，他協助的玩家將成為優勝者。
3. 每名玩家和嘉賓都有一種特殊能力。特殊能力已經有一個定下的順序，從第一，Gravity到第十，Silence，以特殊能力都會跟著這順序被使用。
4. 玩家將在遊戲開始選擇特殊能力前，決定選擇順序。
5. 玩家們將抽出一個有2個數字的球，球上的2個數字就是該名玩家和他的嘉賓的順序。
6. 玩家們將根據順序選擇特殊能力，已每種特殊能力不可以連續在同一玩家身上使用。
7. 每名玩家有四張行動牌：1，2，3，4；數字代表玩家走多少格數。玩家每使用一張行動牌，該行動牌將被收回。當玩家將所有行動牌用完後，玩家將重新獲得四張行動牌。
8. 特殊能力簡介：

- 1) Gravity 引力：
可在自己回合時，在自己移動卡中放棄一張，並放棄移動，指定一位玩家，拉到自己前後一格。不可以連續在同一玩家身上使用。
- 2) Push 推動：
如其他玩家與自己在相同的格內，需把其玩家推前或推後一格。
- 3) Delete 消滅：
在被移動後，可消滅一名玩家所有行動牌，但一定要餘下一張行動牌。
- 4) Offer 供應：
 當自己的行動牌被重設時，要給予一名玩家自己的一張行動牌。
- 5) With 共進：
在使用自己最後一張行動牌時，指定一名玩家一起移動相同格數。不可以連續在同一玩家身上使用。
- 6) Union 同步：
當自己前面一格有玩家時，可選擇拉到自己那格去。
- 7) Mirror 鏡面：
當別的玩家用特殊能力使自己移動時，指定一位玩家，向反方向移動相同格數。不可以連續在同一玩家身上使用。
- 8) Copy 複製：
 可以複製一種特殊能力。
- 9) Reset 重設：
自己被向後移動後，可指定一名玩家重新獲得四張行動牌。不可以連續在同一玩家身上使用。
- 10) Silence 廢除：
每次可在自己回合時，可指定一名玩家廢除能力，能力效果在自己再使用能力後。不可以連續在同一玩家身上使用。

### 遊戲過程
選擇特殊能力順序
| 選擇順序 | 玩家            | 特殊能力 | 特殊能力順序 |
| -------- | --------------- | -------- | ------------ |
| 01       | 崔連勝          | Copy     | 8            |
| 02       | 金宥賢          | Gravity  | 1            |
| 03       | 河戀姝          | Silence  | 10           |
| 04       | 張東民          | Reset    | 9            |
| 05       | 吳賢玟          | Push     | 2            |
| 06       | 孫敏卓 (吳賢玟) | With     | 5            |
| 07       | Mir (張東民)    | Mirror   | 7            |
| 08       | 李長元 (河戀姝) | Delete   | 3            |
| 09       | 金佳妍 (金宥賢) | Offer    | 4            |
| 10       | 李齊彬 (崔連勝) | Union    | 6            |

### 遊戲結果
主要競賽結果
| 名次 | 玩家            | 成績             |
| ---- | --------------- | ---------------- |
| 01   | Mir (張東民)    | 共同落敗         |
| 02   | 金佳妍 (金宥賢) | 共同落敗         |
| 03   | 孫敏卓 (吳賢玟) | 共同落敗         |
| 04   | 河戀姝          | 死亡競賽指定對手 |
| 05   | 崔連勝          | 優勝者           |
| 06   | 張東民          | 優勝者           |
| 07   | 李齊彬 (崔連勝) | 共同落敗         |
| 07   | 吳賢玟          | 共同落敗         |
| 07   | 李長元 (河戀姝) | 共同落敗         |
| 07   | 金宥賢          | 淘汰候選人       |

石榴石數目
| 玩家       | 最初紅色石榴石數目 | 變化   | 最終紅色石榴石數目 | 最初黑色石榴石 | 變化 | 最終黑色石榴石數目 |
| ---------- | ------------------ | ------ | ------------------ | -------------- | ---- | ------------------ |
| 張東民     | 8                  | +151,2 | 23                 | 1              | +23  | 3                  |
| 吳賢玟     | 22                 | -41    | 18                 | 3              | +1   | 4                  |
| 崔連勝     | 8                  | +5     | 13                 | 1              | 0    | 1                  |
| 河戀姝     | 12                 | +21    | 14                 | 0              | 0    | 0                  |
| 金宥賢     | 8                  | -8 2   | 0                  | 2              | -23  | 0                  |
|            |                    |        |                    |                |      |                    |
| 石榴石數目 | 58                 | +10    | 68                 | 7              | +1   | 8                  |

注解 

^1  吳賢玟給予河戀姝和張東民2個石榴石。

^2  金宥賢將所有石榴石交給張東民托管。

## 死亡競賽：記憶迷宮

### 遊戲規則
1. 遊戲在一個7乘7的黑白棋盤上進行。
2. 棋盤上一共有32個虛擬牆壁。
3. 兩名玩家從起點到終點的最短路程是一樣長度的。
4. 玩家每輪可以步行3格，但不可以走對角綫。如果走進了虛擬牆壁，警號就會響起，玩家將要回到起點，然後，對方開始。如果成功步行3格，就在該格停止，然後，對方開始。
5. 每名玩家都有兩個雙倍步行的機會，可以在使用的該一輪步行6格。
6. 第一名成功到達他的目標對角終點就獲勝。

### 遊戲結果
金宥賢，河戀姝
| 玩家   | 勝負       |
| ------ | ---------- |
| 金宥賢 | 最終淘汰者 |
| 河戀姝 | 優勝者     |

石榴石數目
| 玩家       | 最初紅色石榴石數目 | 變化 | 最終紅色石榴石數目 | 最初黑色石榴石數目 | 變化 | 最終黑色石榴石數目 |
| ---------- | ------------------ | ---- | ------------------ | ------------------ | ---- | ------------------ |
| 吳賢玟     | 18                 | +21  | 22                 | 4                  | 0    | 4                  |
| 河戀姝     | 14                 | +21  | 16                 | 0                  | 0    | 0                  |
| 張東民     | 23                 | -61  | 17                 | 3                  | 0    | 3                  |
| 崔連勝     | 13                 | +21  | 15                 | 1                  | 0    | 1                  |
|            |                    |      |                    |                    |      |                    |
| 金宥賢     | 0                  | 0    | 淘汰               | 0                  | 0    | 淘汰               |
|            |                    |      |                    |                    |      |                    |
| 石榴石數目 | 58                 | 0    | 58                 | 8                  | 0    | 8                  |

注解 

^1  張東民根據金宥賢的意願將金宥賢托管的石榴石平均分給所有玩家。

## 資料來源
1. ↑  .   [2014-12-23]. （原始内容存档于2014-10-19）.
2. ↑  .   [2017-09-06]. （原始内容存档于2015-04-20）.
3. ↑  .   [2014-12-23]. （原始内容存档于2014-12-23）.
4. ↑  .   [2014-12-23]. （原始内容存档于2014-12-23）.

節目內容、參賽者資料、遊戲規則資訊來自 The Genius 遊戲的法則官方網站（页面存档备份，存于）